# Звучна венечна приблизителна съгласна
Звучната венечна приблизителна съгласна е вид съгласен звук, използван в някои говорими езици. В Международната фонетична азбука той се отбелязва със символа ɹ. Има сходство с българския звук, обозначаван със „р“, но учленяван без трептене на езика.
Звучната венечна приблизителна съгласна се използва в езици като гръцки (μέρα, [ˈmɛɹɐ]), персийски (فارسی, [fɒːɹˈsiː]), шведски (starkast, [ˈs̪t̪äɹːkäs̪t̪]).